# كليف أوبنهايمر
كليف أوبنهايمر (مواليد 1964) عالم براكين بريطاني، وأستاذ علم البراكين في قسم الجغرافيا بجامعة كامبريدج.

## تعليم
درس أوبنهايمر دروس العلوم الطبيعية ‏ في جامعة كامبريدج حيث حصل على درجة البكالوريوس في الآداب. حاصل على درجة الدكتوراه من الجامعة المفتوحة [الإنجليزية]، كانت أطروحته في استخدام الاستشعار عن بعد في علم البراكين وأشرف عليها بيتر فرانسيس وديفيد روثري [الإنجليزية].

## المسار الوظيفي والبحث
تتركز اهتمامات أوبنهايمر البحثية في علم البراكين والكيمياء الجيولوجية، لا سيما في القارة القطبية الجنوبية. لقد أمضى 13 موسمًا في العمل الميداني على جبل إريباص في القارة القطبية الجنوبية. بالإضافة إلى عمله عالم براكين، اكتشف موقعين من المعسكرات المفقودة سابقًا استخدمتهما مجموعة من المستكشفين من بعثة سكوت تيرا نوفا الاستكشافية في عام 1912، والمعترف بها الآن مواقعًا محمية بموجب نظام معاهدة القارة القطبية الجنوبية.
في عام 2011، دعته حكومة كوريا الشمالية، وطالبة الدكتوراه كايلا إياكوفينو [الإنجليزية]، وعالم البراكين جيمس هاموند من كلية لندن الإمبراطورية لدراسة جبل بايكتو من أجل النشاط البركاني الأخير. كان مشروعهم مستمرًا في عام 2014 ومن المتوقع أن يستمر «عامين أو ثلاثة أعوام» أخرى.
وهو عضو في وحدة كامبريدج لعلم البراكين.

## الظهور الإعلامي
ظهر أوبنهايمر في فيلم فرنر هرتزوغ الوثائقي « لقاءات نهاية العالم » (بالإنجليزية: Encounters at the End of the World)‏ وظهر في الفيلم الوثائقي فيرنر هيرزوغ "Into the Inferno [الإنجليزية] " لعام 2016. ظهر في متحف الفضول [الإنجليزية] في راديو بي بي سي 4. كان تبرعه الافتراضي لهذا المتحف الخيالي عبارة عن علبة صغيرة من الصهارة. وقد ظهر أيضًا في قفص القرد اللانهائي [الإنجليزية] جنبًا إلى جنب مع جو براند وتامسين ماذر ومتحف الفضول [الإنجليزية]، منتصف الأسبوع [الإنجليزية] و في زماننا [الإنجليزية] على راديو بي بي سي 4.

## الجوائز والتكريم
في عام 2005 حصل على جائزة مورشيسون [الإنجليزية] من قبل الجمعية الجغرافية الملكية «للمنشورات التي قيل إنها ساهمت بأكبر قدر في العلوم الجغرافية في السنوات الأخيرة الماضية».

## منشورات مختارة
شمل منشوراته الانفجارات التي هزت العالم Eruptions that Shook the World والتي شكلت أساس فيلم 2016 في الجحيم [الإنجليزية] من إخراج فيرنر هيرزوغ.
- الانفجارات التي هزت العالم (بالإنجليزية: Eruptions that Shook the World)‏[23]
- البراكين (بالإنجليزية: Volcanoes)‏ لبيتر فرانسيس وكلايف أوبنهايمر[24]
- البراكين والغلاف الجوي للأرض (بالإنجليزية: Volcanism and the Earth's Atmosphere)‏[25]
- تفريغ البراكين (بالإنجليزية: Volcanic Degassing)‏[26][27]

## روابط خارجية
- كليف أوبنهايمر على موقع IMDb (الإنجليزية)
- كليف أوبنهايمر على موقع ميوزك برينز (الإنجليزية)
- كليف أوبنهايمر على موقع قاعدة بيانات الفيلم (الإنجليزية)